# 极狐汽车

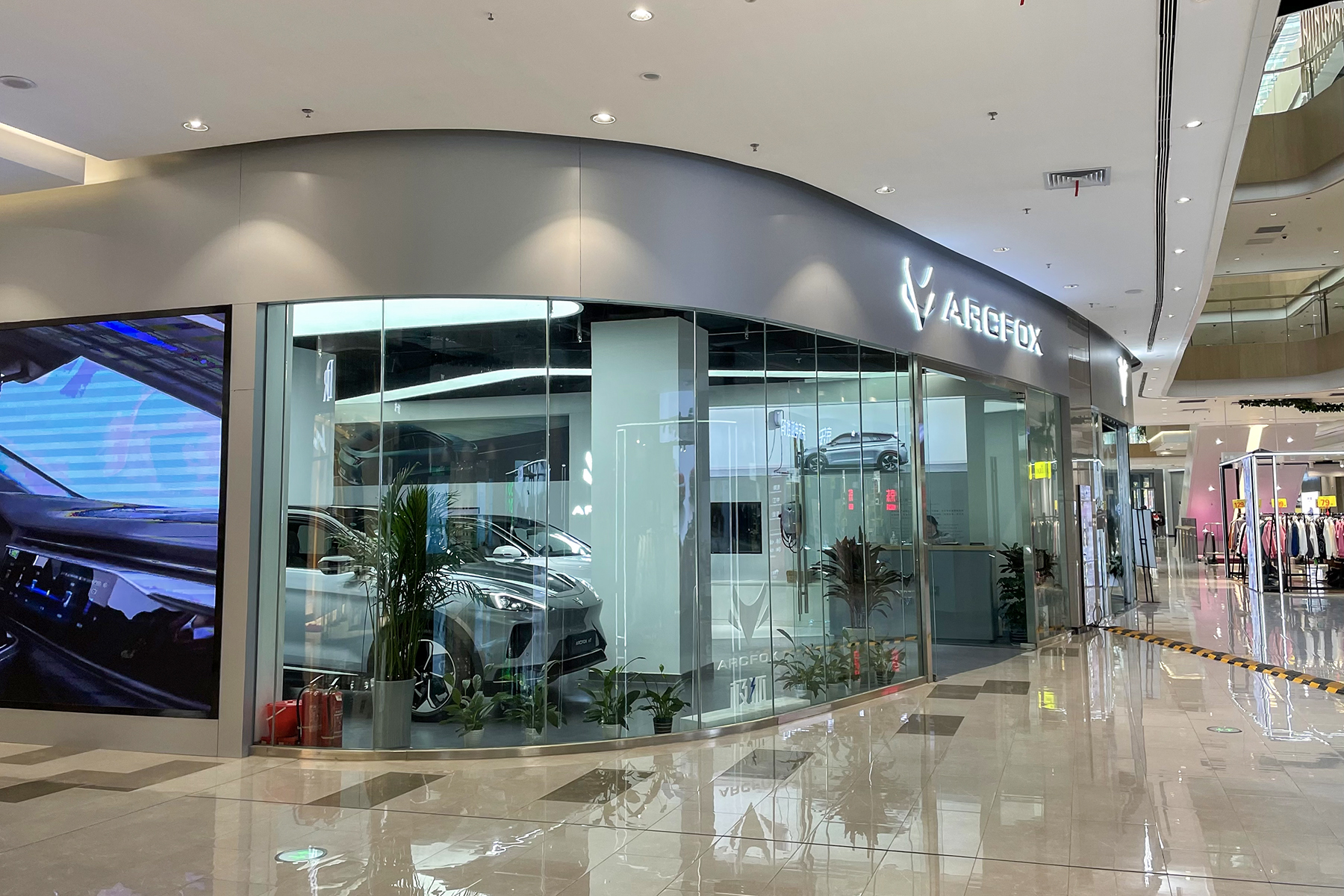
极狐汽车在河南省郑州市的展厅

极狐汽车（Arcfox）是中华人民共和国汽车制造商北汽集团旗下的电动汽车品牌，由北汽集团旗下新能源公司北汽蓝谷全资子公司北京蓝谷极狐汽车科技有限公司运营，成立于2016年。

## 历史
北汽新能源是中国大陆较早创立的新能源汽车公司之一，其产品主要面向业务端市场，售价亦较为低廉。为发展消费端市场，北汽于2016年发布极狐品牌，产品定位中高端。当时伴随发布会亮相的有ARCFOX-1和ARCFOX两款车型。2017年底，首款车型极狐Lite上市销售。
2017年，小米集团与北汽集团签署战略合作协议，为极狐车型提供技术支持。
2019年3月举行的日内瓦车展上，极狐汽车首次在中国境外的汽车展览亮相，同时首次披露3款新车型。同年12月，加拿大汽车零部件供应商麦格纳的爱尔兰子公司与北汽蓝谷子公司卫蓝投资联合受让北汽镇江汽车公司全部股权，并更名为北汽蓝谷麦格纳汽车有限公司。北汽蓝谷和麦格纳将在江苏镇江建设智能汽车生产基地，极狐品牌车型将由该工厂生产。
2020年5月，极狐阿尔法T正式发布。翌年4月17日，极狐阿尔法S发布，定位中大型轿车，该车搭载华为全套的自动驾驶系统解决方案，是首款Huawei Inside模式的车型。
2023年1月9日，紧凑型MPV极狐考拉发布，定位为“智能亲子车”，在设计与配置上实现对儿童友好。
2023年10月，极狐汽车分别与日本TURING公司、阿联酋本奥米尔集团签署合作协议，在日本、阿联酋、沙特市场推出极狐车型。这是极狐品牌首次进入海外市场。2024年，极狐汽车宣布再进入老挝、多米尼加等国市场。
2024年4月，极狐汽车发布阿尔法S5，首次搭载5C超充电池，可实现短时间内快充。

## 车型
现存车型
- 极狐阿尔法T（英语：Arcfox Alpha-T）（2020年至今）：中型SUV
- 极狐阿尔法S（英语：Arcfox Alpha-S）（2021年至今）：中型轿车
- 极狐考拉（2023年至今）：紧凑型MPV
- 极狐阿尔法S5（2024年至今）：紧凑型轿车
- 极狐阿尔法T5（即将发布）：紧凑型SUV
- 极狐GT（原型车）：超级跑车

过往车型
- 极狐Lite（英语：Arcfox Lite）（2017–2020年）：微型车

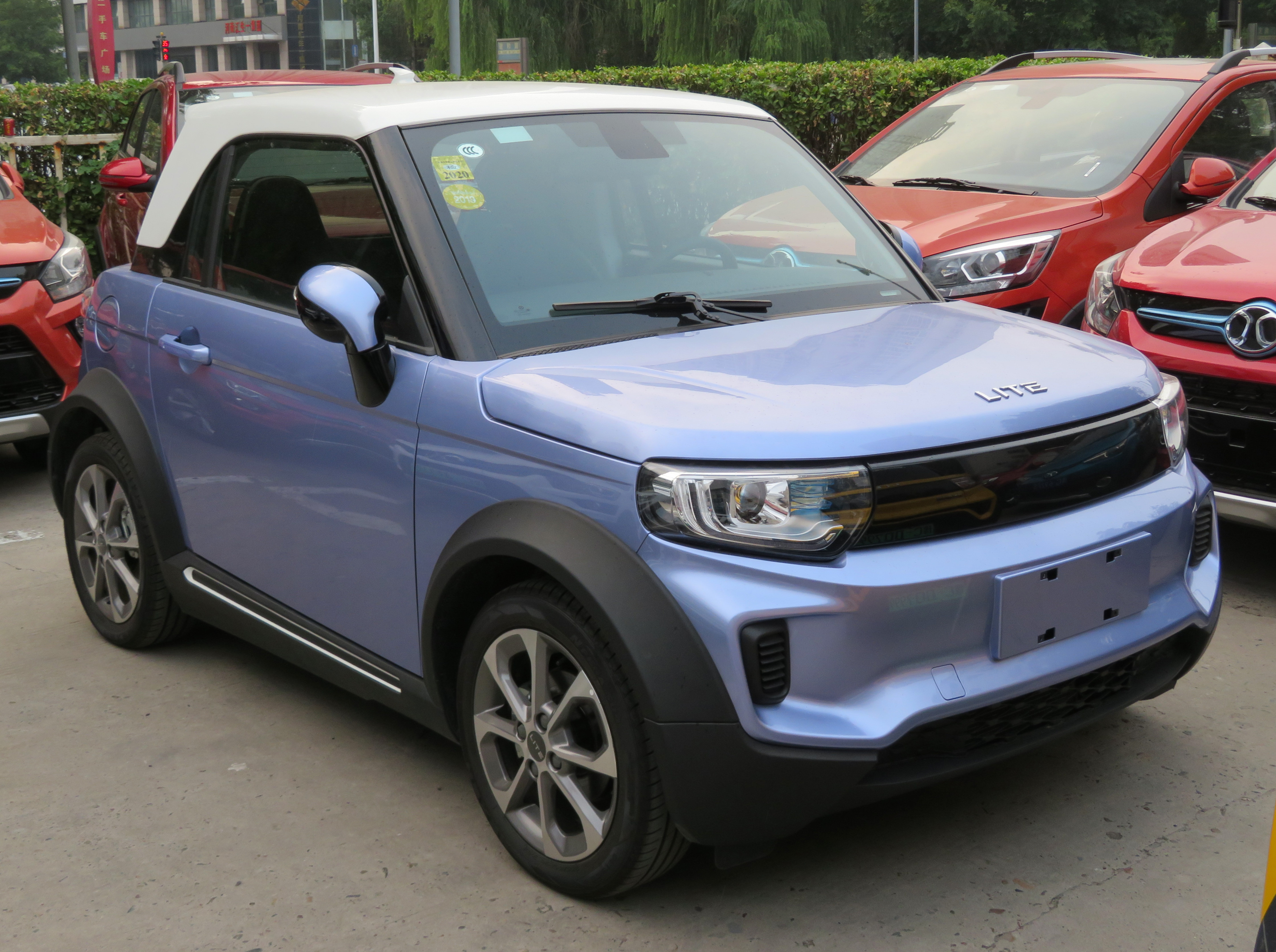
极狐Lite
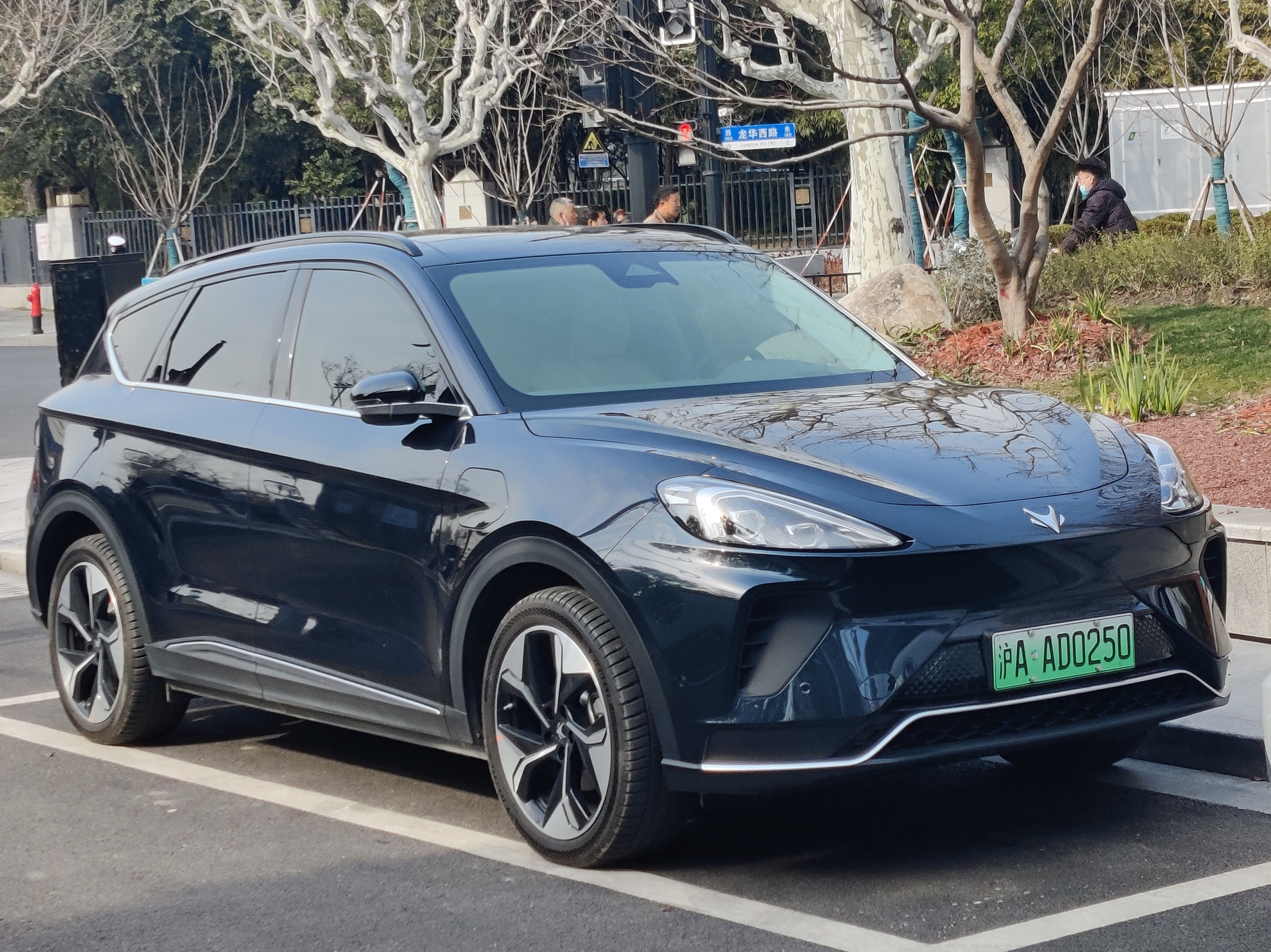
极狐阿尔法T
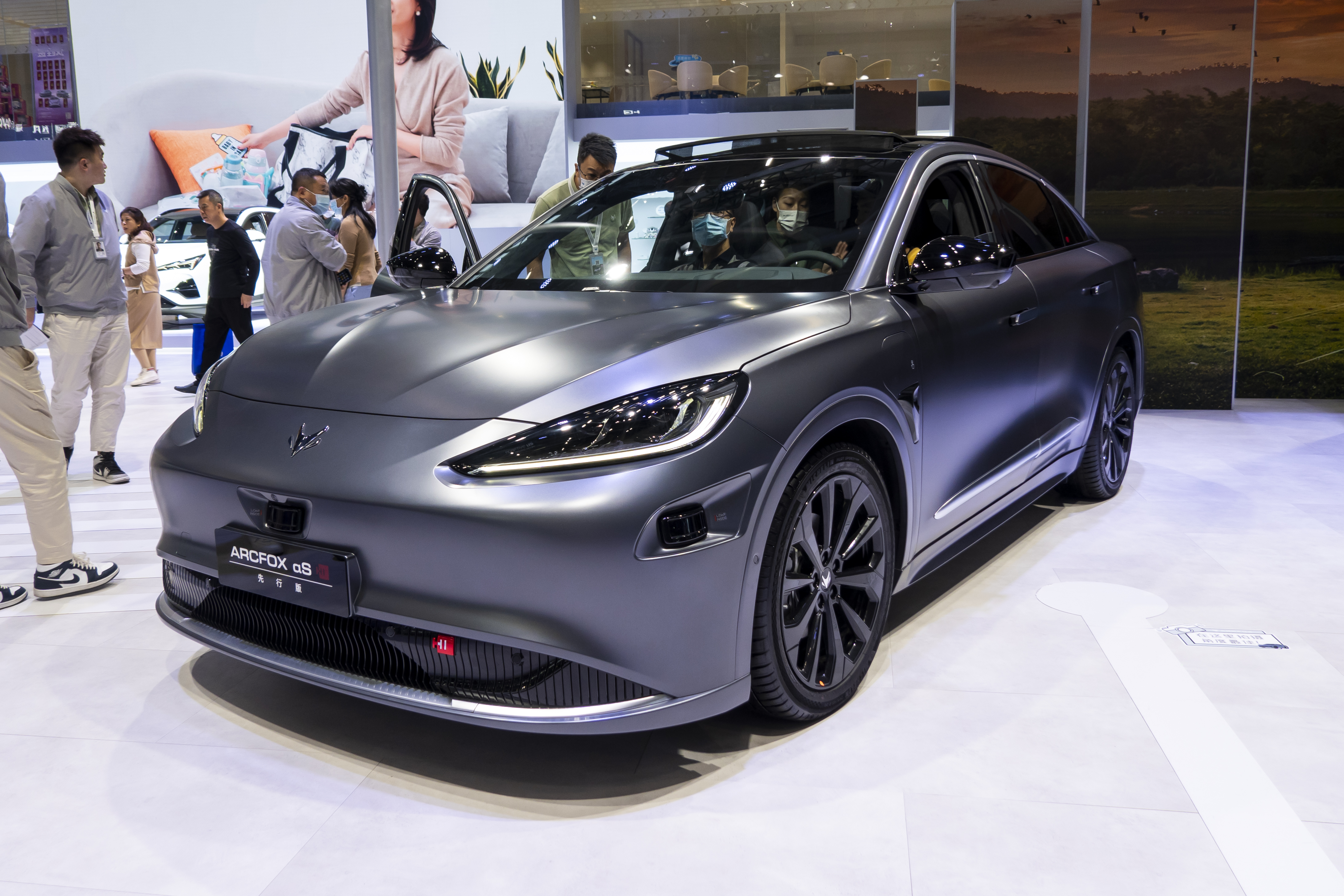
极狐阿尔法S 华为HI版
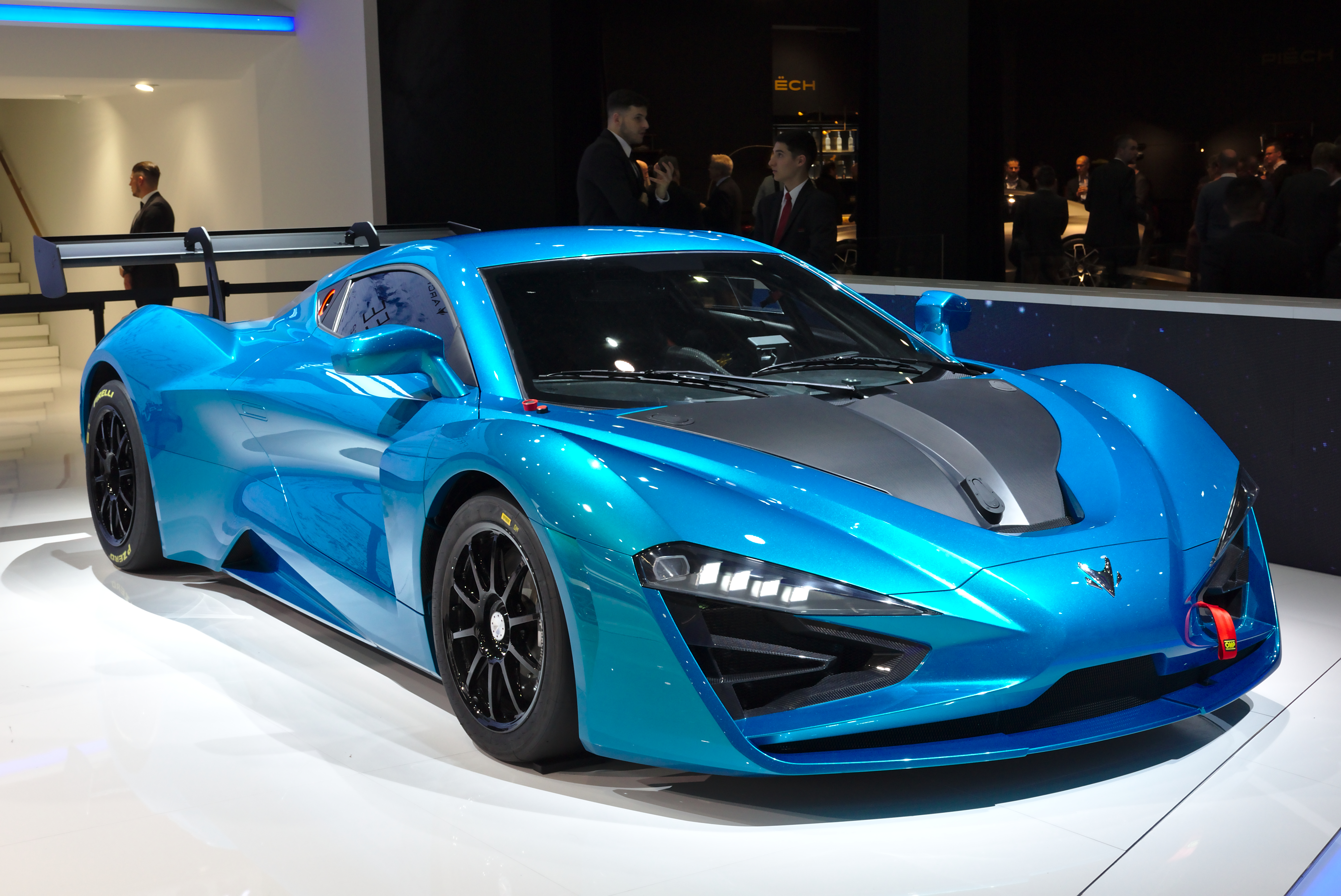
极狐GT
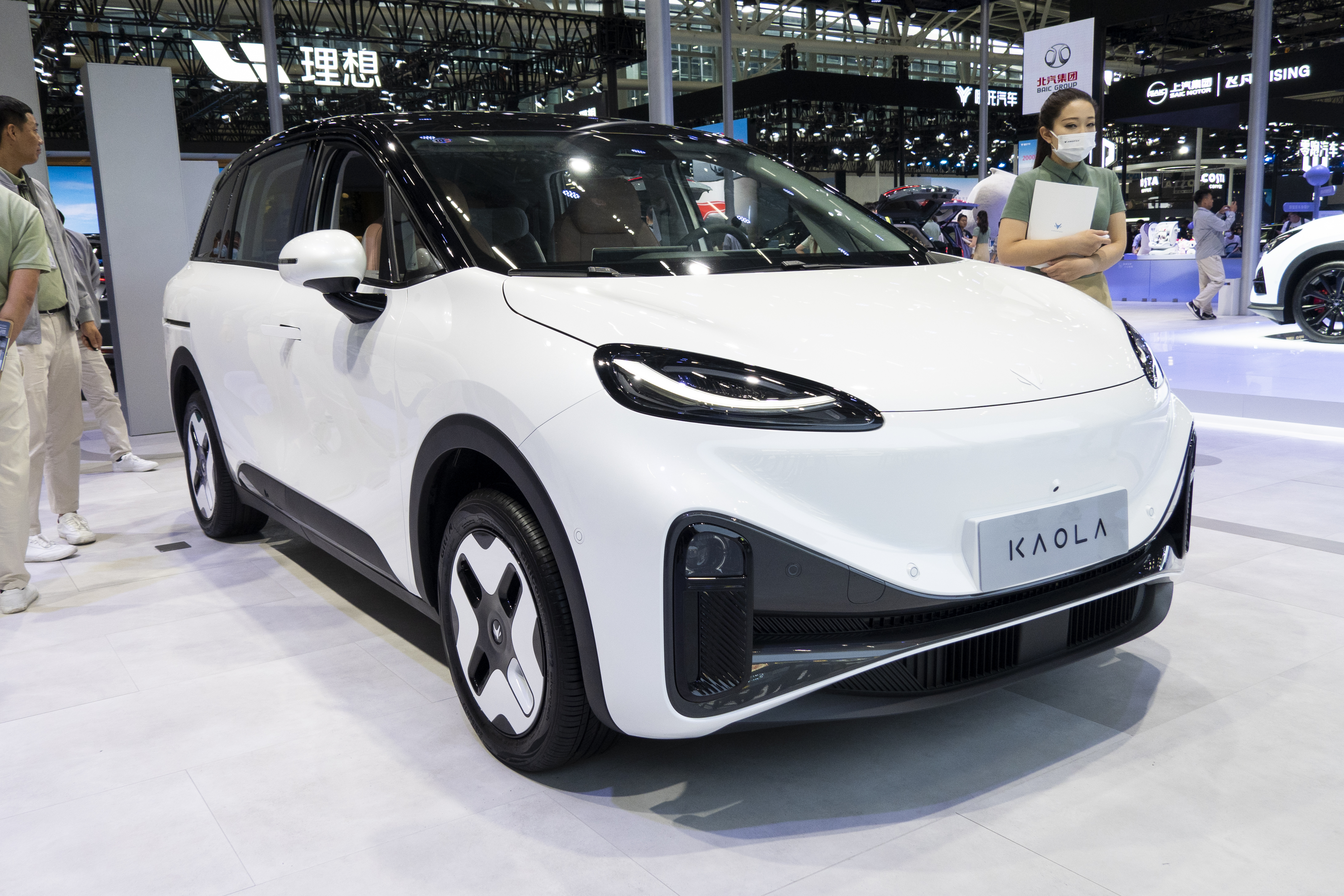
极狐考拉
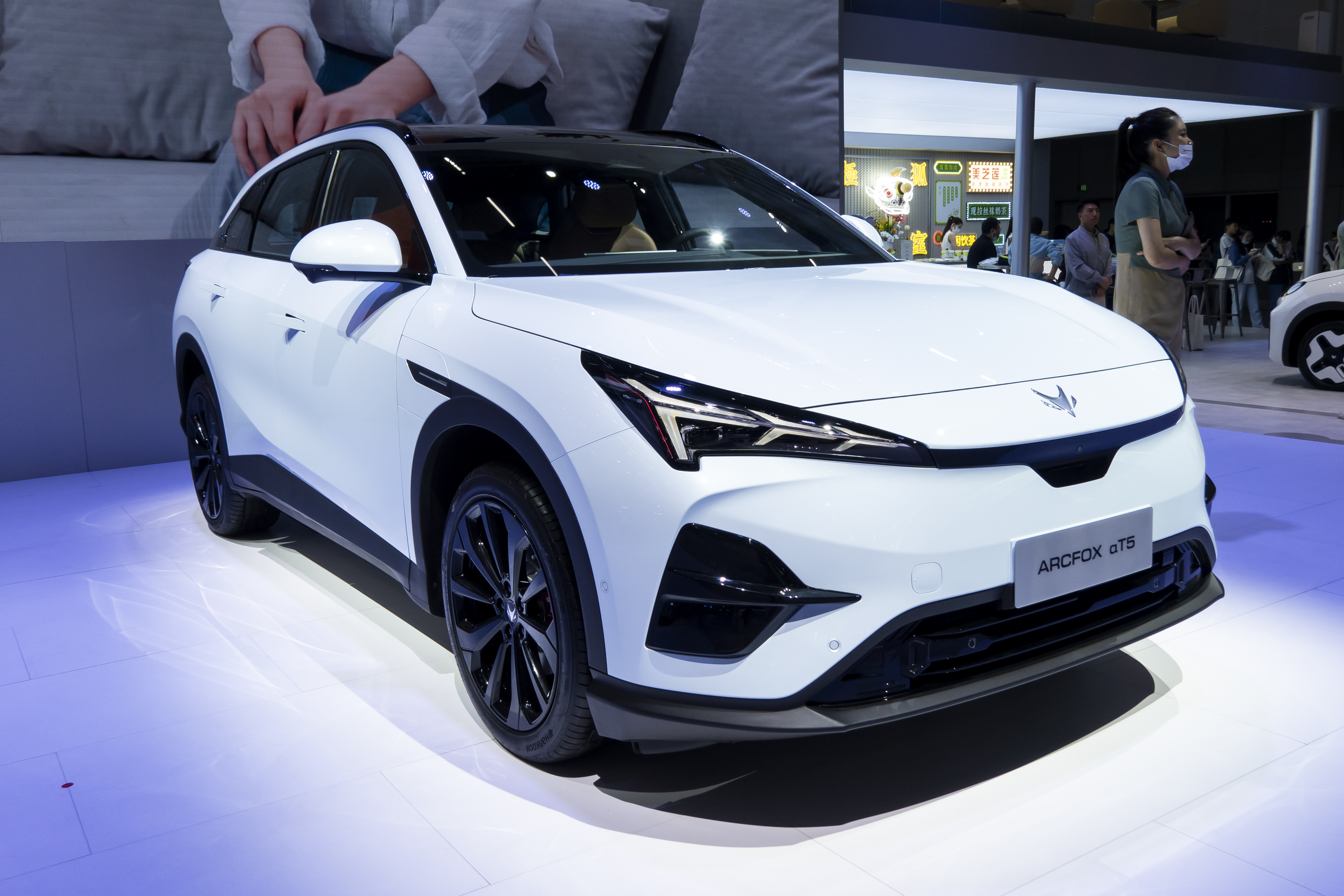
极狐阿尔法T5

## 历年销量
极狐汽车创立数年后的一段时间内，市场表现不佳，2021年销量不足小鹏、蔚来、理想的二十分之一。2022年销量为11,895辆，仅与头部造车新势力一个月的销量相当。2023年销量大幅增长至30,016辆。
| 年份 | 总销量 |
| ---- | ------ |
| 2017 | 472    |
| 2018 | 588    |
| 2019 | 599    |
| 2020 | 721    |
| 2021 | 4,993  |
| 2022 | 11,895 |
| 2023 | 30,016 |

## 争议
2024年7月24日，一辆极狐阿尔法S在杭州市发生自燃，消防人员控制火势后，极狐工作人员将衣服反穿，并在未经车主同意的情况下，强行拆除了车上的车标。次日，极狐在新浪微博就事故处理过程中工作人员不当的处理行为发布致歉声明。